# Visão (banco de dados)
Em teoria de banco de dados, uma visão, ou vista (em inglês:  view), é um conjunto resultado de uma consulta armazenada sobre os dados, em que os usuários do banco de dados podem consultar simplesmente como eles fariam em um objeto de coleção de banco de dados persistente. Este comando de consulta pré-estabelecido é armazenado no dicionário de banco de dados. Diferente das tabelas base ordinárias em um banco de dados relacional, uma visão não forma parte do esquema físico: como um conjunto de resultado, ele é uma tabela virtual computada ou coletada dinamicamente dos dados no banco de dados quando o acesso àquela visão é solicitado. Alterações aplicadas aos dados em uma tabela subjacente relevante são refletidas nos dados mostrados em invocações subsequentes da visão. Em alguns bancos de dados Não SQL, visões são a única maneira de consultar dados.
Também pode ser definida como um objeto que não armazena dados, e não uma relação, composto dinamicamente por uma consulta que é previamente analisada e otimizada. Isso significa que, diferentemente de tabelas, visões não são objetos físicos, ou seja, não ocupam espaço em disco. Alterações nos dados de tabelas que são acessadas por visões, consequentemente alteram os resultados gerados pelas consultas armazenadas nessas visões.
Entre as principais utilidades estão, a depender do SGBD utilizado, o aumento de segurança por propiciar uma visão limitada e controlada dos dados que podem ser obtidos da base e a performance por utilizar uma consulta previamente otimizada, tornando desnecessário este processo de otimização quando for realizada.
Fornece mecanismo de segurança, restringindo o acesso de usuários.
Simplifica a interação entre usuário final e banco de dados.
Exemplo simples de um DDL para criação de uma visão (view) na maioria dos SGDBs:
```
CREATE VIEW ClientesVIP
AS
SELECT Nome1, Sobrenome1
FROM Clientes
WHERE VIP = 'S';

```